# Giải bóng đá ngoại hạng Afghanistan
Giải bóng đá ngoại hạng Afghanistan (tiếng Anh: Afghan Premier League) hay còn được gọi là Roshan Afghan Premier League  là giải đấu bóng đá cao nhất ở Afghanistan. Giải lần đầu được tổ chức vào năm 2012 và bao gồm 8 đội tham dự, mỗi đội đại diễn cho 1 vùng ở Afghanistan. Trước khi Afghan Premier League được thành lập, Kabul Premier League đã được coi là giải bóng đá cao nhất của đất nước này. Hầu hết các trận đấu được diễn ra tại Sân vận động Liên đoàn bóng đá Afghanistan ở Kabul.

## Lịch sử
Afghan Premier League được thành lập vào năm 2012 với mùa giải đầu tiên diễn ra từ tháng 9 đến tháng 10 năm đó. 8 đội được thành lập đồng thời trong năm 2012 để tham dự giải. Tháng 10 năm 2012, liên đoàn bóng đá Afghanistan khẳng định mùa giải thứ hai của giải đấu sẽ được tổ chức vào năm 2013.
Các cầu thủ thi đấu tại Afghan Premier League được phát hiên thông qua một chương trình Truyền hình thực tế mang tên gọi Maidan e sabz ("sân bóng xanh"). do liên đoàn bóng đá Afghanistan và Tập đoàn MOBY, đơn vị sở hữu một số kênh truyền hình, đài phát thanh và là tập đoàn truyền thông lớn nhất nước này, đề xuất. Các kênh truyền hình của MOBY sẽ phát sóng các trận đấu. Các cầu thủ sẽ được lựa chọn vào các đội bởi một ban giám khảo và khán giả truyền hình. 8 đội với 18 cầu thủ, mỗi đội đại diện từng vùng, được thành lập.
Hội đồng hòa bình tối cao Afghanistan đã ca ngợi việc thành lập và phát triển giải đấu là "cơ hội để mang đến hòa bình và ổn định" cho Afghanistan.
Toofaan Harirod F.C. là đội giành chức vô địch đầu tiên và nhận giải thưởng 15.000 USD sau khi đánh bại Simorgh Alborz F.C. 2-1 trong trận chung kết tại Kabul. Một lượng lớn cổ động viên và quan chức chính phủ đã đến sân để theo dõi trận đấu.
Ở mùa giải thứ hai của Afghan Premier League, Shaheen Aasmayee F.C. và Simorgh Alborz F.C. đã vào đến trận chung kết 2013. Trận chung kết thứ hai của clb Simorgh Alborz trong 2 năm tham dự giải nhưng Shaheen Asmayee mới là đội giành chiến thắng 3-1 sau hiệp phụ.

## Các câu lạc bộ
- Shaheen Asmayee F.C. (Falcon of Asmayee), vùng Kabul.
- Toofaan Harirod F.C. (Harirood Storm), vùng phía tây.
- Simorgh Alborz F.C. (Alborz Phoenix), vùng tây bắc.
- Oqaban Hindukush F.C. (Hindukush Eagles), vùng miền trung
- Mawjhai Amu F.C. (Amu Waves), vùng đông bắc.
- De Maiwand Atalan F.C. (Maiwand Champions), vùng tây nam.
- De Spin Ghar Bazan F.C. (Spin Ghar Goshawk), vùng phía nam.
- De Abasin Sape F.C. (Abasin Waves), vùng đông nam.

## Bản quyền truyền hình
Tất cả các trận đấu của APL được phát sóng trực tiếp bởi 2 kênh truyền hình tư nhân tại Afghanistan, bao gồm Tolo TV và Lemar TV. Hai đài Arman FM và Arakozia FM bình luận trực tiếp trận đấu trên khắp đất nước. Các trận đấu cũng được truyền trực tiếp trên trang web chia sẻ video lớn nhất thế giới YouTube trên trang YouTube chính thức của giải đấu.

## Tài trợ
Roshan Telecom là nhà tài trợ chính của Afghan Premier League và giải đấu được mang tên gọi Roshan Afghan Premier League. Ngân hàng quốc tế Afghanistan và Hummel International là các đối tác chính thức và cung cấp trang phục cho các đội tại giải.

## Các đội vô địch
| Năm  | Vô địch                 | Kết quả  | Á quân                 | Vua phá lưới                                                                     | Bàn thắng |
| ---- | ----------------------- | -------- | ---------------------- | -------------------------------------------------------------------------------- | --------- |
| 2012 | Toofaan Harirod F.C.    | 2–1      | Simorgh Alborz F.C.    | Hamidullah Karimi (Toofaan Harirod)                                              | 9         |
| 2013 | Shaheen Asmayee F.C.    | 3–1 h.p  | Simorgh Alborz F.C.    | Hamidullah Karimi (Toofaan Harirod) Hashmatullah Barakzai (Shaheen Asmayee F.C.) | 7         |
| 2014 | Shaheen Asmayee F.C.    | 3–2      | Oqaban Hindukush F.C.  | Mohammad Riza Rizayee (Oqaban Hindukush F.C.)                                    | 6         |
| 2015 | De Spin Ghar Bazan F.C. | 3–3 Pen. | Shaheen Asmayee F.C.   | Mustafa Afshar (De Maiwand Atalan F.C.)                                          | 5         |
| 2016 | Shaheen Asmayee F.C.    | 2–1 h.p  | De Maiwand Atalan F.C. | Amrruddin Sharifi (De Maiwand Atalan F.C.)                                       | 6         |
| 2017 | Shaheen Asmayee F.C.    | 4–3 h.p  | De Maiwand Atalan F.C. | Amrruddin Sharifi (De Maiwand Atalan F.C.)                                       | 5         |
| 2018 | Toofan Harirod F.C.     | 1–0 h.p  | Shaheen Asmayee F.C.   |                                                                                  |           |

## Thành tích các đội
| Câu lạc bộ              | Vô địch                 | Á quân         |
| ----------------------- | ----------------------- | -------------- |
| Shaheen Aasmayee F.C.   | 4 (2013,2014,2016,2017) | 2 (2015, 2018) |
| Toofan Harirod F.C.     | 3 (2012,2018,2019)      | 0              |
| Simorgh Alborz F.C.     | 0                       | 2 (2012,2013)  |
| De Spin Ghar Bazan F.C. | 1 (2015)                | 0              |
| Simorgh Alborz F.C.     | 0                       | 2 (2012, 2013) |
| De Maiwand Atalan F.C.  | 0                       | 2 (2016, 2017) |
| Oqaban Hindukush F.C.   | 0                       | 1 (2014)       |
| De Abasin Sape F.C.     | 0                       | 0              |
| Mawjhai Amu F.C.        | 0                       | 0              |